# Allison Mack
Allison Mack (* 29. července 1982, Preetz, Německo) je americká herečka, nejlépe známá díky roli Chloe Sullivanové v seriálu Smallville.

## Životopis
Narodila se americkým rodičům v Německu v Preetzu. Její otec, operní pěvec Jonathan Mack, v tu chvíli zrovna v Německu pracoval, proto tam on a jeho manželka Mindy nějakou dobu žili. Když Allison byly 2 roky, opět se přestěhovali do USA. Její úplně první hereckou zkušeností byly různé reklamy, ve kterých začala hrát již ve věku 4 let. Když jí bylo 7 let, začala studovat na speciálně zaměřené herecké škole v Los Angeles. Její první televizní role byla v seriálu Sedmé nebe. Nadále si zahrála v pro nás spíše neznámých seriálech jako například Hiller and Diller, Opposite Sex a Noční můry. Zde si zahrála se svým pozdějším kolegou Samem Jonesem III.
Ovšem zlom přišel v roce 2001, kdy se připojila k obsazení nově připravovaného seriálu televizní společnosti WB Smallville coby "předchůdkyně" Lois Laneové – Chloe Sullivanová. Její postava byla vymyšlena speciálně pro seriál, ale divákům se natolik zalíbila, že měli tu možnost její osud sledovat po dobu všech 10 sérií, který seriál má. Jako jediná žena se tak Allison prokousala všemi 10 sériemi a hned po Tomu Welingovi, který hrál Clarka Kenta, se objevila v nejvíce epizodách. Dokonce, ač se v komiksu neobjevovala, byla začleněna i do něj.
Je nejen herečkou, ale je také režisérkou, což měla tu možnost dokázat právě v seriálu ve Smallville, kdy jí bylo nabídnuto zrežírování 2 epizod (8x13; 9x13). Nadále se věnuje tanci a zpěvu.
Se svou dřívější hereckou kolegyní Kristin Kreuk založila speciální filmovou společnost Parvati Inc. production, díky které v roce 2010 vyprodukovali nezávislý film jménem Blink. Rok 2010 byl pro ní, coby rok nezávislých filmů, opravdu úrodný. Společně si se svým současným přítelem zahrála ve filmu Frog, kde měla tu možnost hrát samu sebe.
V dnešní době se kromě filmového herectví začala věnovat také divadelní tvorbě. Po úspěšném představení Love Loss and What I wore z roku 2010 přesídlila ke hře zvané Apple Cove, která je z roku 2011.
V roce 2010 se taktéž přidala k nově rozjetému internetovému seriálu Riese, ve kterém hraje "záporačku" Marlise.

## Obvinění
20. dubna 2018 byla Mack zadržena členy FBI a následně obviněna z trestných činů kuplířství a spiknutí. Za což jí hrozí trestní sazba od 15 let až na doživotí. Allison Mack se podílela ve vedení sexuálního kultu NXIVM (NEXIUM), do kterého pod záminkou sebezdokonalovacích cvičení lákala ženy. Mnoho z nich skončilo jako sexuální otrokyně pro zakladatele Keitha Ranierea. Ženy byly cejchovány (podobně jako dobytek) iniciálami Raniera a Mack. Ze získaných důkazů vyplývá, že se Mack osobně cejchování účastnila. Takto označené ženy byly posléze zneužívány jako pracovní a sexuální otrokyně. Ženy musely dodržovat náročnou dietu, která se skládala jen z 800 kalorií denně. Některé z poškozených žen začaly ztrácet vlasy či vykazovaly příznaky bulimie, jiné přestaly mít pravidelný menstruační cyklus.
Dle obžaloby byla Allison Mack vedena jako druhá hlavní postava pod zakladatelem Keithem Raniereim v kultu NXIVM, který funguval na bázi pyramidového schématu.

## Filmografie
| Rok        | Název                                   | Role                    | Poznámky                     |
| ---------- | --------------------------------------- | ----------------------- | ---------------------------- |
| 1989       | Policejní akademie 6: Město v obklíčení | dívka                   |                              |
| 1989       | I Know My First Name Is Steven          | Nettie                  | TV film                      |
| 1990       | Shangri-La Plaza                        | Jenny                   | díl: „Pilot“                 |
| 1990       | Empty Nest                              | Gloria                  | díl: „There's No Accounting“ |
| 1991       | The Perfect Bride                       | malá Stephanie          | TV film                      |
| 1991       | Switched at Birth                       | Normia Twigg v 6 letech | TV film                      |
| 1991       | Living a Lie                            | Stella                  | TV film                      |
| 1992       | Soukromá záležitost                     | Terri Finkbine          | TV film                      |
| 1992       | Zpráva od Holly                         | Ida                     | TV film                      |
| 1992–1993  | Městečko Evening Shade                  | Julia                   | vedlejší role, 2 díly        |
| 1993       | Noční oči 3.                            | Natalie                 |                              |
| 1993       | Zoufalá spravedlnost                    | Wendy Sanders           | TV film                      |
| 1994       | Všechno je dovoleno!                    | Heather                 |                              |
| 1994       | No Dessert Dad, Til You Mow the Lawn    | Monica Cochran          |                              |
| 1995       | Dad, the Angel & Me                     | Andrea                  | TV film                      |
| 1995       | Sweet Justice                           | Jessica                 | díl: „Broken Ties“           |
| 1996       | Ostudné vzpomínky                       | Katie                   | TV film                      |
| 1996       | The Care and Handling of Roses          | Bess Townsend           | TV film                      |
| 1996       | Unlikely Angel                          | Sarah Bartilson         | TV film                      |
| 1997       | Miláčku, zmenšil jsem nás!              | Jenny Szalinski         |                              |
| 1997–1998  | Hiller and Diller                       | Brooke Diller           | 13 dílů                      |
| 1998       | Sedmé nebe                              | Nicole Jacobová         | díl: „Břitva“                |
| 1999       | Providence                              | Alicia                  | díl: „Good Fellows“          |
| 2000       | Opposite Sex                            | Kate Jacobs             | vedlejší role, 8 dílů        |
| 2001       | Kate Brasher                            | Georgia                 | díl: „Georgia“               |
| 2001       | Ztracený rok                            | Nicola 'Nik' Faulkner   | TV film                      |
| 2001–2011  | Smallville                              | Chloe Sullivanová       | hlavní role, 204 dílů        |
| 2002       | Noční můry                              | Charlotte Scott         | vedlejší role, 2 díly        |
| 2003–2004  | Smallville: Chloe Chronicles            | Chloe Sullivanová       | 8 dílů                       |
| 2006       | Smallville: Vengeance Chronicles        | Chloe Sullivanová       | 6 dílů                       |
| 2006       | Mravenčí polepšovna                     | Tiffany Nickle (hlas)   |                              |
| 2006       | Batman vítězí                           | Clea (hlas)             | díl: „The Everywhere Man“    |
| 2008       | Alice & Huck                            | Alice                   | krátkometrážní film          |
| 2009       | You                                     | Quincey                 |                              |
| 2009       | Miserable Old Beats                     | Sophie                  | krátkometrážní film          |
| 2009       | Superman/Batman: Veřejní nepřátelé      | Powergirl (hlas)        |                              |
| 2010       | Riese                                   | Marlise                 | 3 epizody                    |
| 2010       | Frog                                    | Ona                     | krátkometrážní film          |
| 2010       | Purgatory                               | Žena                    | krátkometrážní film          |
| 2010       | Dirty Little Secret                     | Lauren                  | 10 epizod; dabing            |
| 2011       | Marilyn                                 | Marilyn                 |                              |
| 2011       | Blink                                   | Producentka             | krátkometrážní film          |
| 2012; 2014 | Wilfred                                 | Amanda                  | vedlejší role, 8 dílů        |
| 2015       | Stoupenci zla                           | Hilary                  | díl: „Shledání“              |
| 2015       | American Odyssey                        | Julia                   | 4 díly                       |
| 2016–2017  | Lost in Oz                              | Evelyn Gale (hlas)      | 4 díly                       |